# Urania zur Eintracht

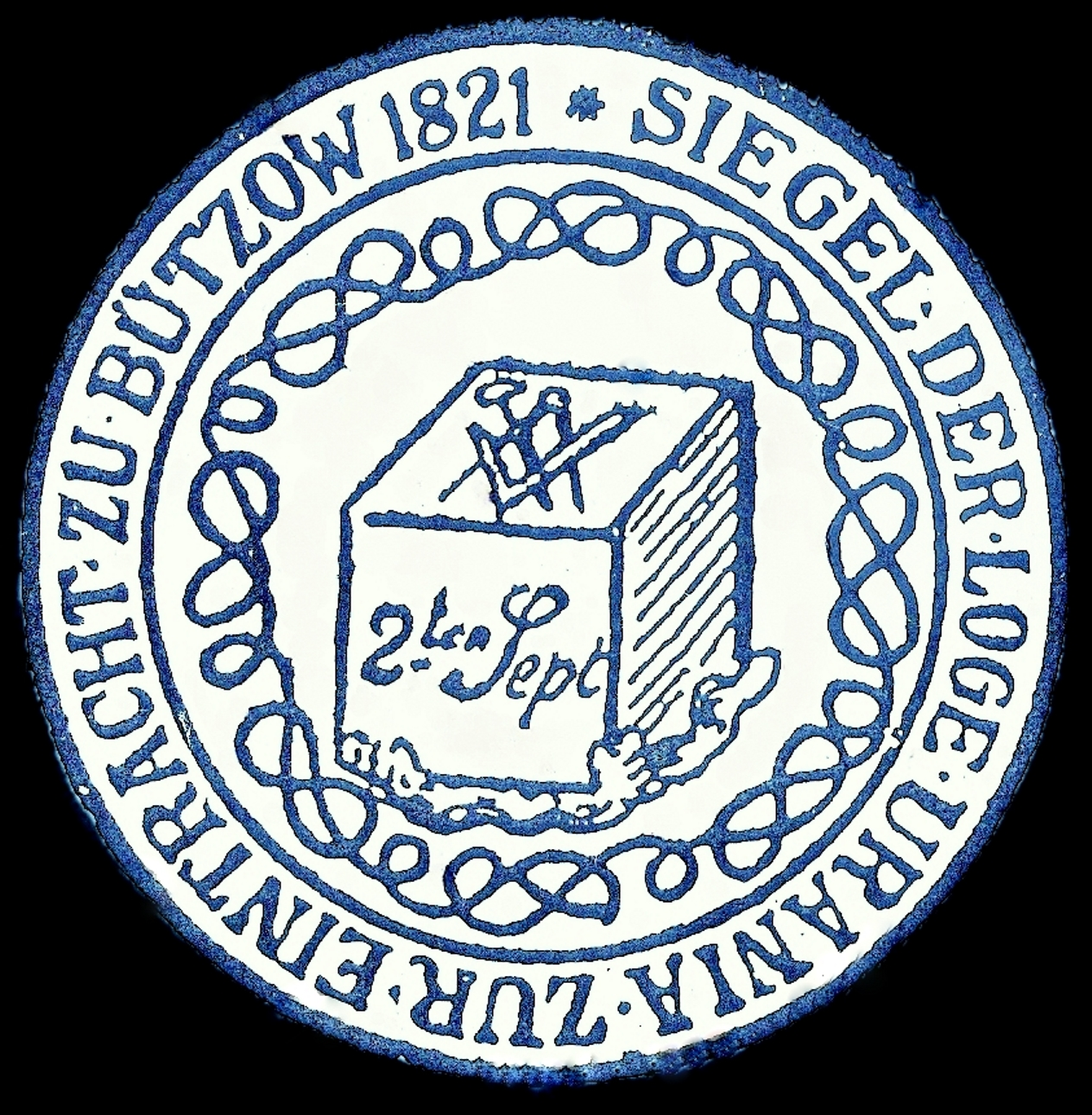
Logensiegel mit den Symbolen: Kubus, Winkel, Hammer, Zirkel und Weltbruderkette

Die Johannisloge  „Urania zur Eintracht“  (auch: Sankt-Johannis-Loge Urania zur Eintracht, auch: Johannis-Loge Urania zur Eintracht) war eine Freimaurerloge, die von 1821 bis 1933 in der ehemaligen Bischofsresidenz und Universitätsstadt Bützow im Landkreis Rostock in Mecklenburg bestand.

## Geschichte
Durch die Entstehung der Friedrichs-Universität Bützow 1760–1789 und die Gründung des Criminal-Collegium Bützow 1812, bildete sich eine intellektuelle Oberschicht. Professoren und Studenten und später Beamte, welche die Stadt auf Anweisung des Fürsten bewohnten, brachten zudem eine hohe Besoldung und zumeist universitäre Abschlüsse und Ansichten mit nach Bützow.
Bereits 1817 entstand die Idee, in Bützow eine Freimaurerloge zu errichten. Es ergaben sich immer wieder Schwierigkeiten und Bedenklichkeiten, weil die bedeutendsten Förderer diese Idee verschiedenen Lehrarten angehörten. Da beide betroffene Lehrarten nämlich die Große Landesloge und die Große Loge von Hamburg damals die Gründung von Provinziallogen vorbereiteten, war jede Großloge bestrebt, eine neu zu gründende Loge zu ihrer Lehrart herüberzuziehen. So verzögerte sich die Logengründung in Bützow. Mit Unterstützung der Parchimer Loge „Frederica Ludovica zur Treue“ und Freiherr Christian von Nettelbladt, gelang es schließlich.

### Gründung
Die Loge mit dem vollständigen Namen Sankt Johannis-Loge Urania zur Eintracht zu Bützow wurde als 111. Tochterloge unter der Konstitution der Großen Landesloge der Freimaurer von Deutschland zu Berlin unter der Matrikelnummer 83 am 2. September 1821 gestiftet. Die Lichteinbringung erfolgte durch den damaligen Provinzialgroßmeister Bruder Christian Carl Friedrich Wilhelm Freiherr von Nettelbladt  mit Unterstützung sämtlicher Provinzial Großbeamten am 10. November 1821. Die Stifter der Bützower Loge waren die Brüder: Criminal-Director Andreas Nicolas Röttger, Hauptmann Theodor Friedrich von Bülow, Major Caspar Detlef Friedrich von Horn, Major Johann David Tarnow, Domänenrat Carl von Dorne, Kaufmann Ludwig Kramer und Rechtsanwalt Johann Reinnoldt.

### Logenleben

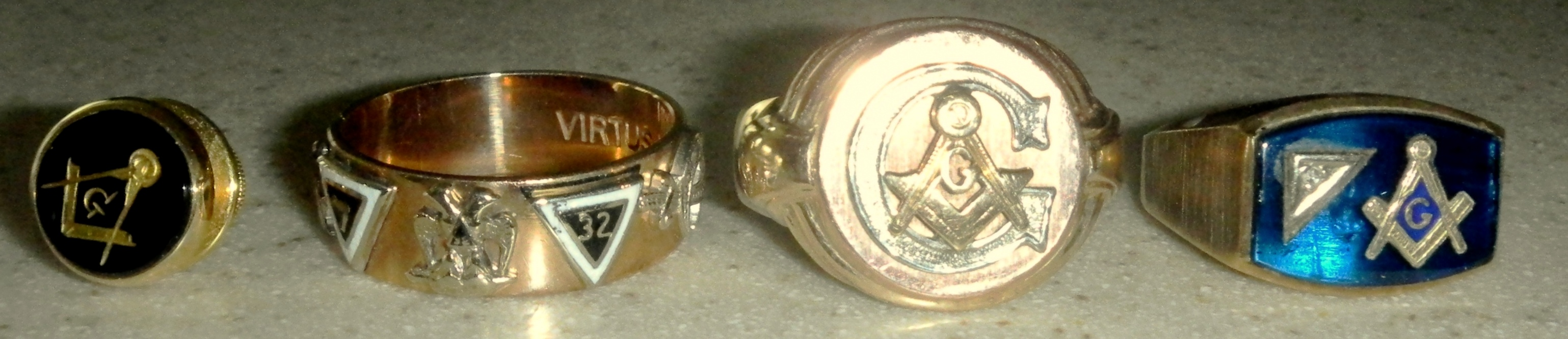
Logenringe des Gründungsmitglieds Ludwig Kramer

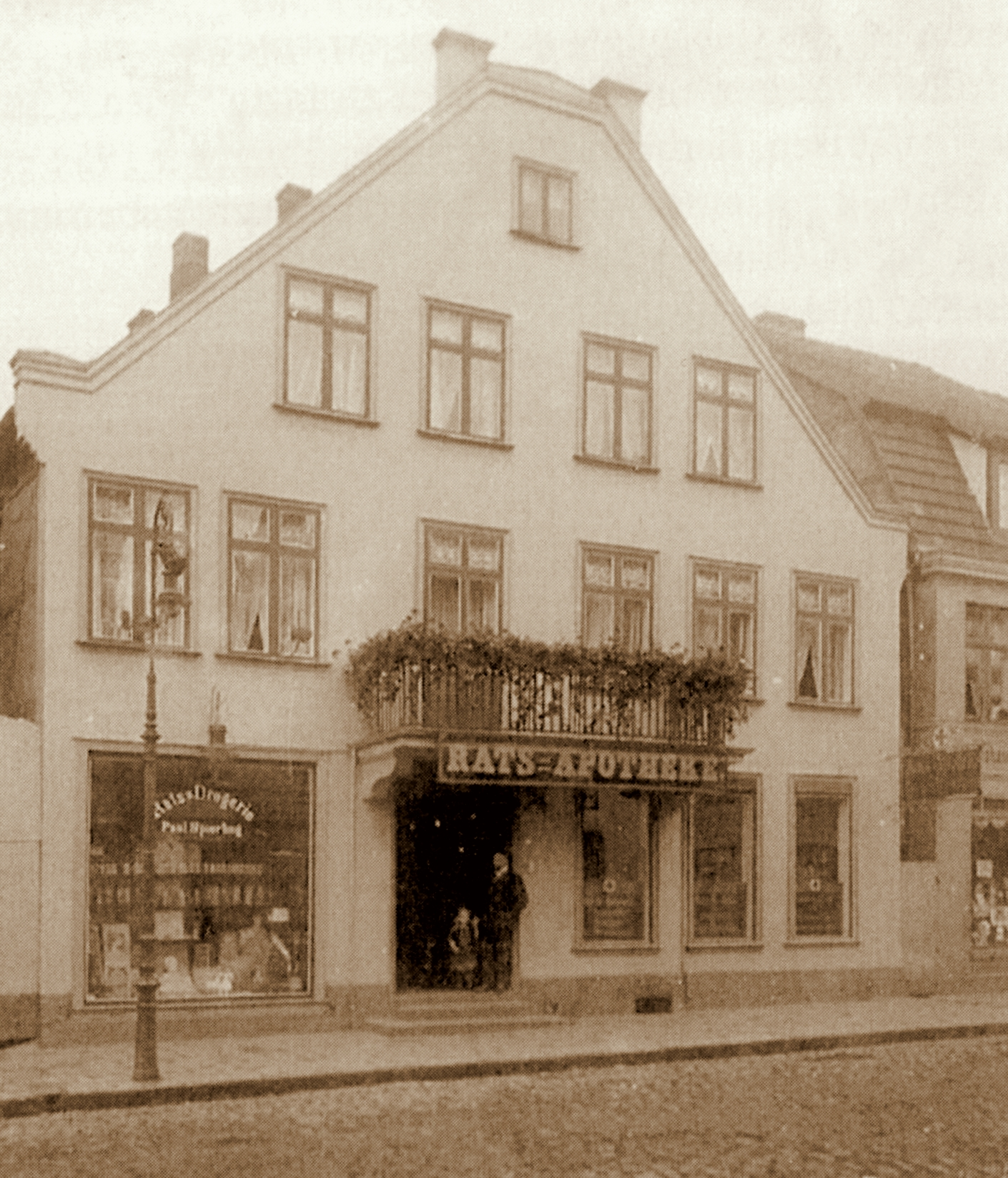
Ratsapotheke in der Langen Straße 27 mit Hintergebäude, in der sich das Logenlokal befand

Die anfänglichen Logenarbeiten wurden im Hause des ersten Logenmeisters Andreas Nicolas Röttger in der Pfaffenstraße durchgeführt, dort wurde auch für die Tafellogen gesorgt. Das Johannisfest wurde regelmäßig in dem Garten des Dr. Friederich Fabricius in der Pfaffenstraße 2. gefeiert mit mittlerweile 17 Logenbrüdern.
1846 zählte die Gemeinschaft unter ihrem neuen Logenmeister, Kriminalrat Conrad August Ackermann, bereits 77 Mitglieder. Die Brüderschaft zog nun in den 2. Stock des Hotel de Prusse in der Schloßstraße, dass dem Logenbruder und Gastwirt Drühl gehörte, 1844 wurde das Logenlokal in den 3. Stock verlegt.
25 Rituale (Sitzungen) führte die Gemeinschaft im Jahr durch. Auch im Jahre 1846 wurden die von Freiherr Nettelbladt ausgearbeiteten und mehrfach revidierten neuen Rituale für die Johannisloge eingeführt.
1858 hatte die Loge die Gelegenheit, in dem neuerbauten Haus ihres Bruders, Maurermeisters Johann Voth, einen Raum in der 2. Ausfallstraße/Ecke Am Ausfall zu mieten und nach ihren Zwecken herzurichten.
Am 12. Januar 1878 feierte die Loge ihr 57. Stiftungsfest in dem neuen Logenlokal im Hintergebäude der Ratsapotheke in der Langenstraße 27.
1888 ging der Vorsitz an den Ackerbürger Friedrich Scheel. Nach 77 Jahren übernahm damit erstmalig ein gebürtiger Bützower die Führung der Loge. Ihm sollte 1909 der Gerichtsschreiber Julius Bühring, letztlich 1924 der Apothekenbesitzer Paul Spierling folgen. Am 24. April 1926 fand in Bützow im Hotel „Preußischer Hof“ die Weihe des neuerrichteten Tempels der Johannisloge „Urania zur Eintracht“ statt.

### Auflösung
Durch gezielte Propaganda und das Verbot nach der Machtübernahme der NSDAP wurden auch die Bützower Loge Teil des Feindbildes. Der Tempel im Preußenhof wurde versiegelt. Somit löste sich die Loge 1933 auf. Im Februar 1934 wurde die Polizeibehörde in Bützow angewiesen, das gesamte Logeninventar sicherzustellen. Dem städtischen Heimatmuseum wurde der vergoldete Meisterstuhl, 4 Ölbilder und andere Gegenstände übergeben. Das Harmonium bekam die Friedhofskapelle zu Bützow. Andere Einrichtungsgegenstände wurden den Rat der Stadt geschenkt. Drei Sack mit Büchern, Akten und Schriften sendete der Oberwachtmeister der Polizeibehörde Bützow an den Reichsstatthalter in Schwerin, weiteren Sachen wurden auf dem Rathausboden deponiert.

### Nachkriegszeit
Nach dem Zusammenbruch 1945 waren die noch lebenden ehemaligen Mitglieder der Bützower Freimaurerloge schon über sechzig Jahre alt. Versuche, die Freimaurerloge wiederzubeleben, wurden von der sowjetischen Militäradministration in der Sowjetischen Besatzungszone und durch das Innenministerium der DDR verboten.

### Freimaurer Symbole in Bützow
Noch heute sichtbare Symbole an dem Giebel der Fassade der Villa in der Bahnhofstraße 9. Zu erkennen sind die Werkzeuge von Maurern, Steinmetzen und Zimmerern sowie der Zirkel, das Dreieck und das Senkblei. In den 1920er Jahren ließ Hermann Fleischer diese Symbole anbringen. Als Mitglied der Bützower Freimaurerloge „Urania zur Eintracht“ hatte er durch Symbole der freimaurerischen Sprache seine Villa dekoriert.

Villa in der Bahnhofstraße 9
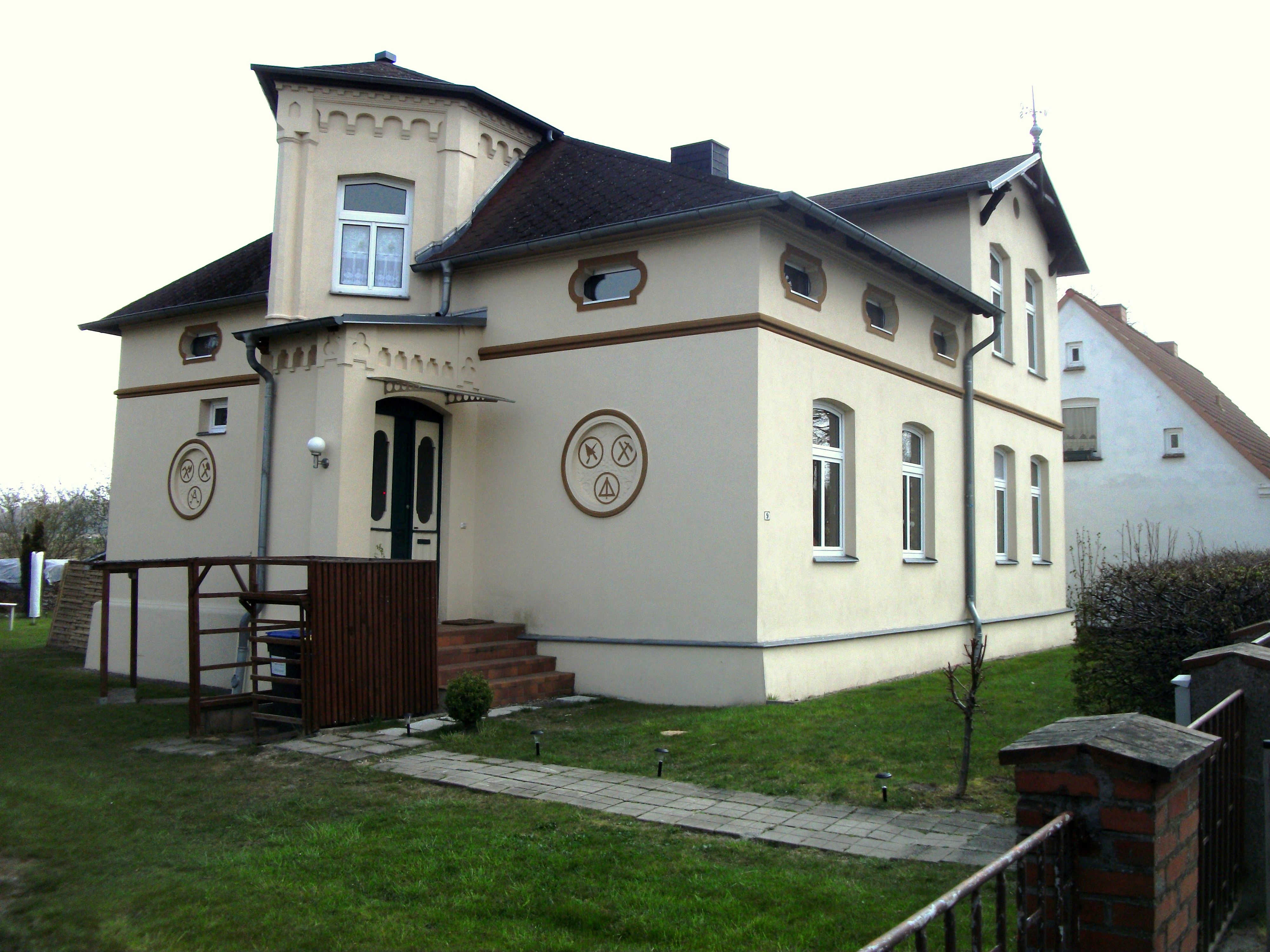
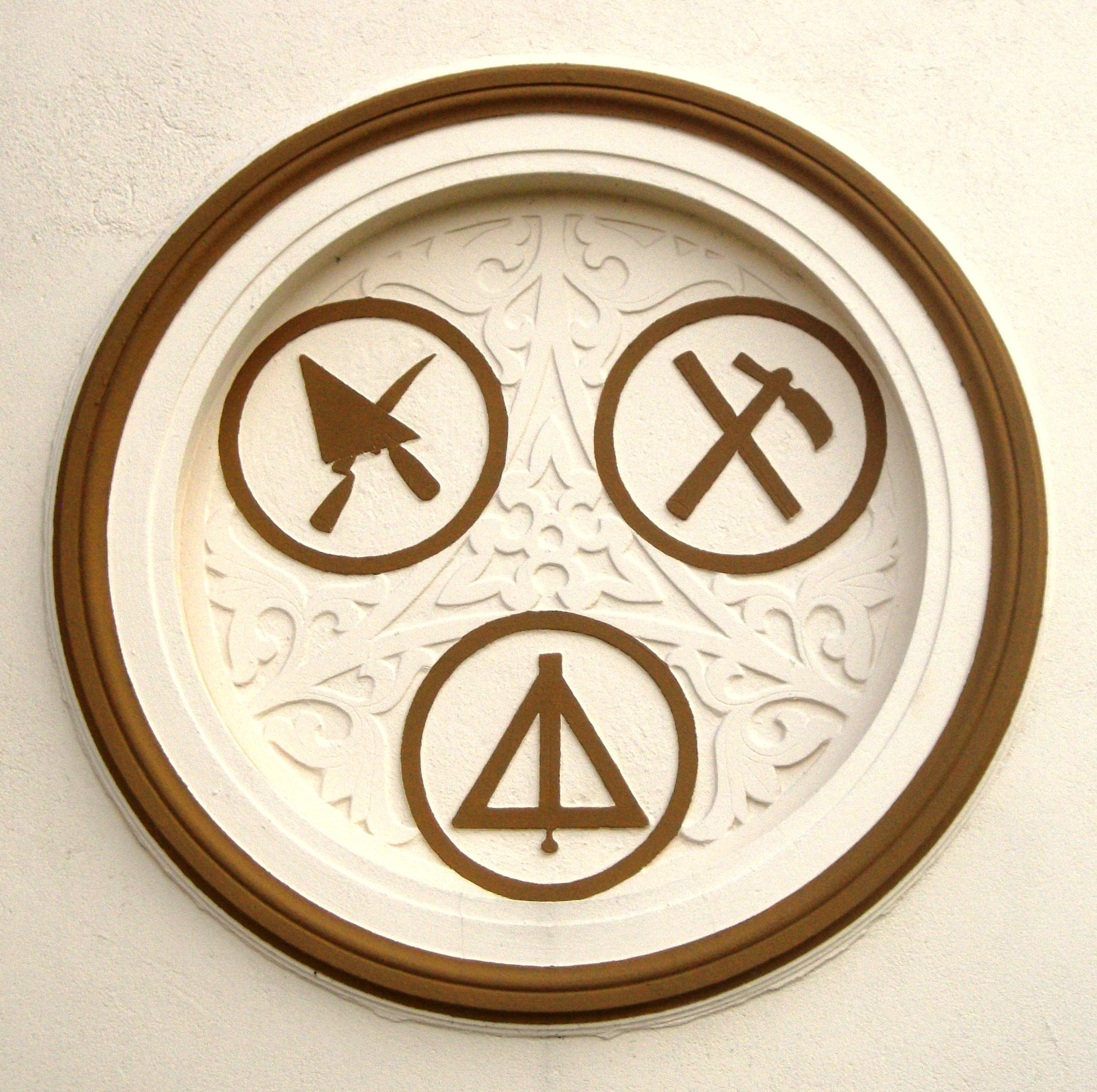
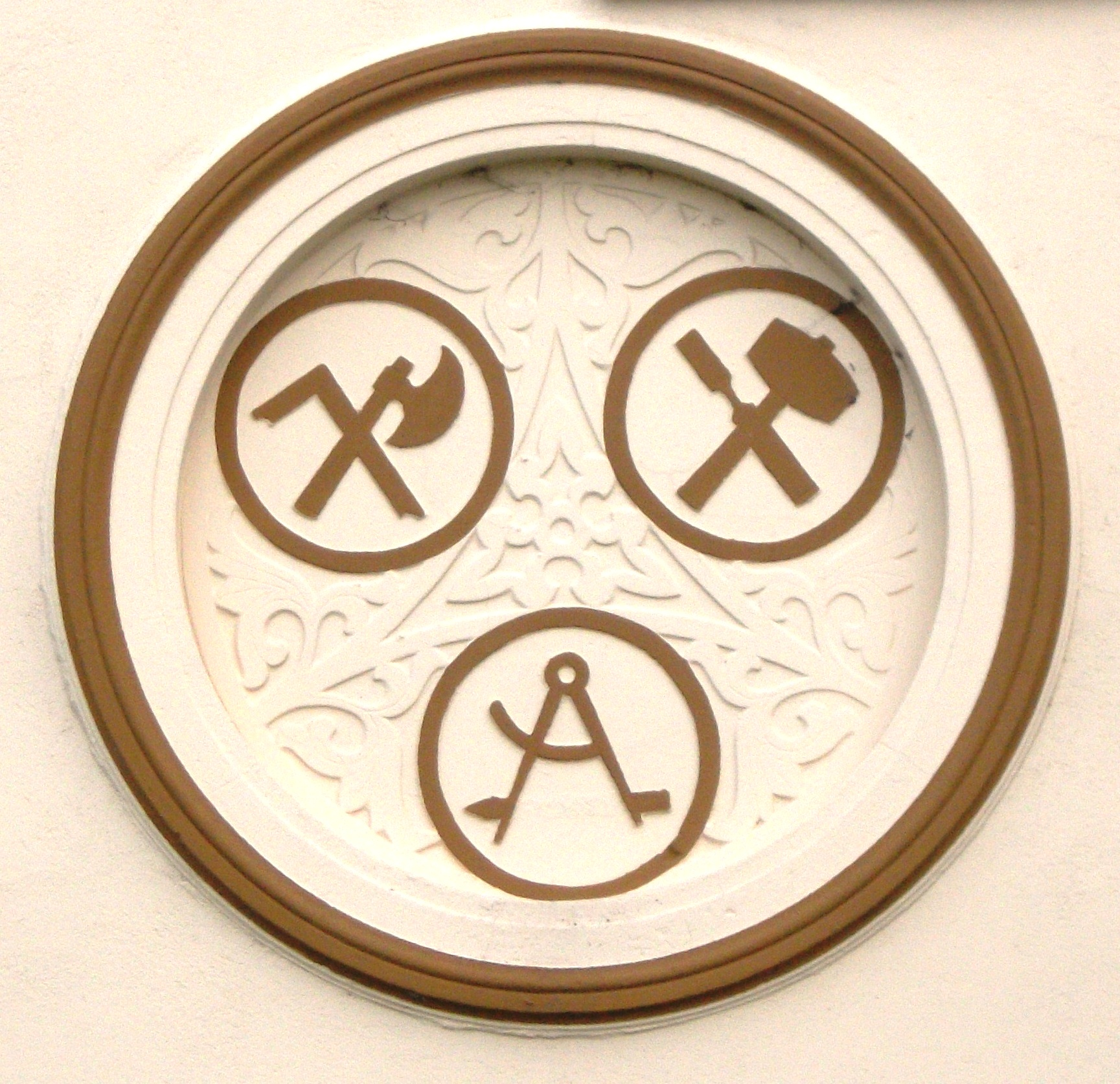

## Logenmeister zu Bützow
- Andreas Nicolas Rötger, 1821–1832

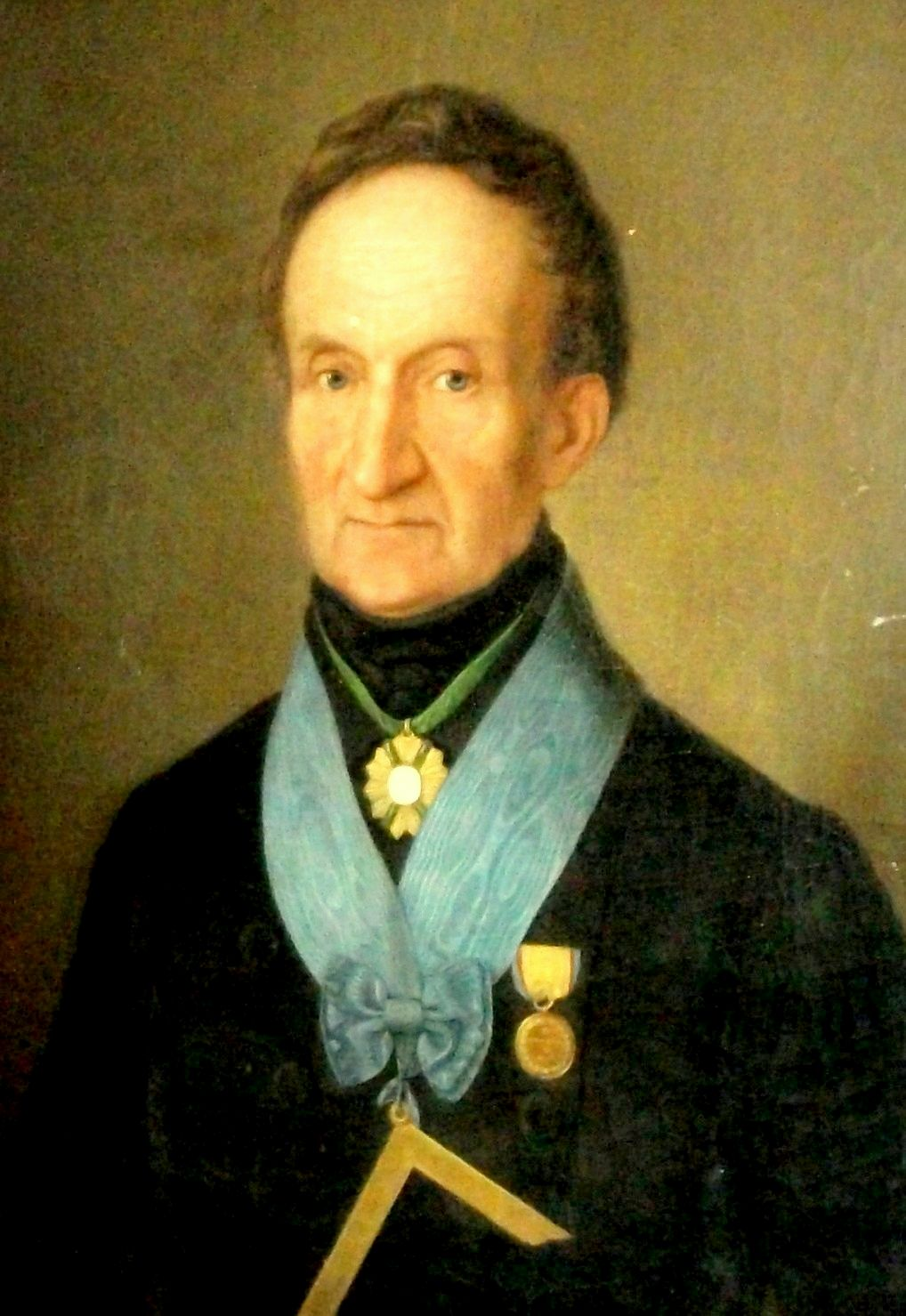
Conrad August Ackermann, in freimaurerischer Bekleidung eines Logenmeisers.

- Johann David Tarnow, Interregnum 1832–1834
- Conrad August Ackermann, 1834–1861
- Friedrich Ludwig Johann Krüger, 1861–1888
- Karl Friedrich Wilhelm Scheel, 1888–1909
- Julius Gottlieb Karl Bühring, 1909–1915
- Paul Magnus Wilhelm Heinrich Spierling, 1915–1933

## Ehrenmitglieder der Bützower Loge (unvollständig)
- Christian Carl Friedrich Wilhelm Freiherr von Nettelbladt, Justiz- und Konsistorialrat, Assessor, Oberappellationsrat
- Conrad August Ackermann, Advokat und Schriftsteller zu Bützow
- Karl Friedrich von Selasinsky, preußischer General der Infanterie, Mitglied der Frankfurter Nationalversammlung
- Rudolf Carl Wilhelm August Dolberg, Mecklenburger Pionier auf dem Gebiet des Maschinenbaus
- Georg Wilhelm Carl Wigand, Gymnasialprofessor der Realschule zu Rostock
- Julius Gottlieb Karl Bühring, Stadtingenieur zu Rostock
- Heinrich Mayr, Direktor der Lyzeum und Oberlyzeum zu Wismar
- Artur Mac Donald, Kaufmann zu Rostock
- Karl Haensch, Kommerzienrat und Senator zu Rostock